# ライセンス・トゥ・ウェディング
『ライセンス・トゥ・ウェディング』（原題: License to Wed）は、2007年にアメリカで公開されたコメディ映画。

## ストーリー
恋人のベンからプロポーズされたサディにはある夢があった。それは一家が通っている由緒ある教会で、伝統的な結婚式を挙げるというものだった。しかし、式の予約は2年後までいっぱいで、唯一3週間後の1日だけしか空いていなかった。機会を逃すわけにはいかないサディとベンは、すぐに式の予約を入れるのだったが、式を行うには教会のフランク牧師が考案した「結婚準備講座」をパスしないとならず、しかもその講座はとても風変わりなものだった。

## キャスト
- フランク牧師 - ロビン・ウィリアムズ（日本語吹替：岩崎ひろし）
- サディ･ジョーンズ - マンディ・ムーア（日本語吹替：甲斐田裕子）
- ベン･マーフィ - ジョン・クラシンスキー（日本語吹替：花輪英司）
- リンゼイ・ジョーンズ - クリスティン・テイラー
- サディの父 - ピーター・ストラウス
- サディの母 - ロクサーヌ・ハート
- サディの祖母 - グレイス・ザブリスキー

## スタッフ
- 監督：ケン・クワピス
- 製作：マイク・メダヴォイ、アーノルド・W・メッサー、ニック・オズボーン、ロバート・シモンズ
- 製作総指揮：ブラッドリー・J・フィッシャー、デヴィッド・スウェイツ、キム・ザビック、デイナ・ゴールドバーグ、ブルース・バーマン
- 脚本：キム・バーカー、ティム・ラスムッセン、ヴィンス・ディ・メッリオ
- 原案：キム・バーカー、ウェイン・ロイド
- 撮影：ジョン・ベイリー
- 音楽：クリストフ・ベック
- 編集：キャスリン・ヒモフ